# Харалд II Сива Кожа
Харалд II Сива Кожа (норв. Harald Gråfell) (умро 970) био је краљ Норвешке. 
Харалд је био син Ерика Крвава Секира и унук Харалда Лепокосог. Његова мајка била је Гунилда, сестра краља Харалда Плавозубог.
Након смрти његовог оца 954. године, Харалд и његова браћа су се повезали са својим ујаком, краљем Харалом Плавозубим, против краља Хокона I Доброг. Водили су неколико битака против краља Хакона, укључујући битку код острва Фреј 955. године и битке код Фитјара 961. године.
Након смрти краља Хаакона у Фитјару, Харалд и његова браћа су постали краљеви Норвешке, али су имали мало овлашћења изван западне Норвешке. Харалд, најстарији, био је најмоћнији од браће. 961. њихов ујак Харалд Плавозуби из Данске је дошао у Норвешку и прогласио Харалд за његовог вазалног краља у Норвешкој.
Харалд је појачао своју власт тако што је убио локалне владаре, укључујући Сигурда Хаконсон, а Триггва Олафссона и Гудрøда Бјорнсона. Харалд је тако преузео власт над читавоом Норвешком укључујући и Халогаланд. Харалд је успоставио контролу над трговачком рутом дуж норвешке обале. Такође је покренуо Викиншку експедицију у Бјармаланду, данас на подручју Архангељска у северном делу Русије. Харалд је убрзо постао мање зависан од подршке Харалд Плавозубог. 
970. био је преварен да дође у Данску и убије у Халсу у Лимфјорду у завери коју је планирао син Сигурда Хааконсон Хакон Сигурдсон, који је у међувремену постао савезник Харолда Плавозубог. Након Харалдове смрти, краљ Харалд Плавозуби освојио је власт над Норвешком и подржао Хакона Сигурдсона за свог вазалног краља. 